# Verbti Patera
La Verbti Patera è una struttura geologica della superficie di Io.